# Codriophorus corrugatus
Codriophorus corrugatus là một loài Rêu trong họ Grimmiaceae. Loài này được Bednarek-Ochyra mô tả khoa học đầu tiên năm 2004.